# Openbox
Openbox is een lichtgewicht en vrije windowmanager voor Unix-achtige besturingssystemen waaronder Linux, BSD en Solaris. OpenBox, dat geschreven werd in de programmeertaal C, wordt ontwikkeld door Dana Jansens. Openbox wordt vrijgegeven onder de GPL, waardoor het vrije software en opensourcesoftware is. De laatste versie is 3.6.1 en kwam uit op 1 juli 2015. Openbox is oorspronkelijk een fork van Blackbox, een windowmanager geschreven in C++. Vanaf versie 3.0 maakt Openbox geen gebruik meer van Blackbox-code en werd Openbox volledig herschreven in C.

## Gebruik
Openbox kan in combinatie met de desktopomgevingen LXDE, GNOME en KDE gebruikt worden. Het kan echter ook apart gebruikt worden. Dit wordt onder meer gedaan in ArchBang.

## Configuratie

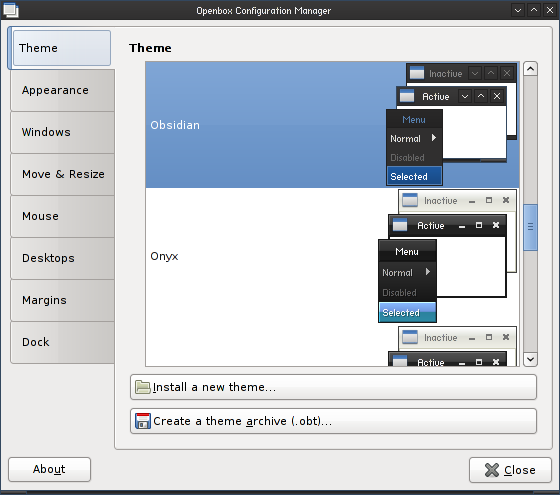
ObConf

De configuratie van Openbox gebeurt aan de hand van tekstbestanden, die zich in  ~/.config/openbox bevinden. Deze tekstbestanden zijn menu.xml en rc.xml. Ze kunnen bewerkt worden met elke teksteditor, maar ook met ObConf, een GUI voor deze tekstbestanden. Openbox ondersteunt thema's en aangepaste pictogrammencollecties. Thema's voor Openbox krijgen de bestandsextensie obt.